# Молтено
Молтено (итал. Molteno) је насеље у Италији у округу Леко, региону Ломбардија.
Према процени из 2011. у насељу је живело 2518 становника. Насеље се налази на надморској висини од 271 м.

## Становништво
Према резултатима пописа становништва 2011. у општини је живело 3.587 становника.
| 1936. | 1951. | 1961. | 1971. | 1981. | 1991. | 2001. | 2011. |
| ----- | ----- | ----- | ----- | ----- | ----- | ----- | ----- |
| 1.819 | 1.978 | 2.043 | 2.402 | 2.616 | 2.769 | 3.094 | 3.587 |